# Мондон, Максузи
Максузи Мондон (фр. Macsuzy Mondon; 1950, Сейшелы) — политический и государственный деятель Сейшельских Островов, педагог, профессор политологии.

## Биография
Получила образование в Университете Квебека в Труа-Ривьере. Учительствовала.
Член Народной партии Сейшел.
В 2006 году была назначена министром здравоохранения Республики Сейшельские Острова.
В 2010—2016 годах занимала кресло министра образования Республики Сейшельские Острова.С октября 2016 года стала первой женщиной, назначенной министром внутренних дел Республики Сейшельские Острова.
Тогда же была назначена министром местного самоуправления, оставив свой пост министра образования.